# Новокаледонский пёстрый голубь
Новокаледонский пёстрый голубь (лат. Drepanoptila holosericea) — вид птиц из семейства голубиные. Образует монотипический род новокаледонских пёстрых голубей (Drepanoptila).

## Описание
Размерами с сизого голубя. Крылья закруглённые и по отношению к размерам тела короткие и сильные. Хвост короткий и широкий. Половой диморфизм не выражен. Самки лишь немного меньше, чем самцы. Оперение, в основном, ярко-зелёное и жёлтое. Только оперение горла и густое оперение ног чисто белое. Голова, шея и грудь ярко-зелёные. На груди узкая белая, а затем узкая чёрная полоса, отделяющие грудь от оперения брюха. Брюхо и подхвостье ярко-жёлтые. Радужная оболочка красного цвета.

## Ареал
Эндемик Новой Каледонии. Обитает на главном острове Гранд-Тер и Пен. Обитает в первичных и вторичных влажных лесах и саваннах на высоте до 1000 м (чаще 400—600 м над уровнем моря).

## Рацион и гнездование
Пища состоит преимущественно из фруктов и ягод. Строит гнёзда на деревьях или кустах. Кладка состоит из двух яиц.